# Panzeria nigropalpis
Panzeria nigropalpis är en tvåvingeart som först beskrevs av Tothill 1921.  Panzeria nigropalpis ingår i släktet Panzeria och familjen parasitflugor. Inga underarter finns listade i Catalogue of Life.